# ド・ラームコホモロジー

閉じてはいるが完全ではない穴あき平面(punctured plane)上の微分形式に対応するベクトル場、この空間のド・ラームコホモロジーが非自明であることを示している。

ド・ラームコホモロジー（英: de Rham cohomology）とは可微分多様体のひとつの不変量で、多様体上の微分形式を用いて定まるベクトル空間である。多様体の位相不変量である特異コホモロジーとド・ラームコホモロジーは同型になるというド・ラームの定理がある。

## 簡単な例
多様体上の微分形式 ω が dω = 0 となるとき閉形式、ω = dη となる η が存在するとき完全形式と呼ぶ。ユークリッド空間においてはポアンカレの補題によれば、閉形式はいつでも完全形式である。つまり k 次微分形式 ω が dω = 0 ならある k − 1 次微分形式 η が存在してω = dη となる。
しかし円周において角測度に対応する 1 次微分形式 ω を考える。円周は 1 次元の多様体であるから dω = 0 である、すなわち閉形式である。一方で ω = df となるような円周上全体で定義された微分可能関数 f は存在しない。なぜならそのような関数にたいし df を円周上で積分すると微積分学の基本定理から 0 になるが ω を円周上で積分すると 2π になるからである。このことから ω は閉形式であるが完全形式ではないことがわかる。
このように一般の多様体においては閉形式が完全形式であるとはかぎらない。閉形式の空間と完全形式の空間の差をはかるのがド・ラームコホモロジーである。

## 定義
M を微分可能多様体とし Ω0(M) を M 上の滑らかな函数の空間、Ωk(M) を M 上の k 次微分形式の空間とする。dk: Ωk(M) → Ωk+1(M) で外微分をあらわし、上で述べたように ker dk の元を閉形式、Im dk の元を完全形式と呼ぶ。dk+1dk = 0 をみたすことから次の系列
{\displaystyle 0\to \Omega ^{0}(M)\,{\xrightarrow {\,d^{0}\,}}\,\Omega ^{1}(M)\,{\xrightarrow {\,d^{1}\,}}\,\Omega ^{2}(M)\,{\xrightarrow {\,d^{2}\,}}\,\Omega ^{3}(M)\to \cdots }
は複体であり、これをド・ラーム複体と呼ぶ。この複体のコホモロジーがド・ラームコホモロジーである。すなわち、閉形式の空間を完全形式の空間でわった商
{\displaystyle H_{\mathrm {dR} }^{k}(M)=\operatorname {Ker} d_{k}/\operatorname {Im} d_{k-1}}
が k 次ド・ラームコホモロジー群である。
定義からわかるように Hk
dR  = 0 であることと任意の k 次閉形式が完全形式であることが同値である。

## 計算例
n 個の連結成分からなる任意の多様体 M に対し、
{\displaystyle H_{\mathrm {dR} }^{0}(M)\cong \mathbf {R} ^{n}}
が成り立つ。これは、微分が 0 である M 上の滑らかな函数は局所定数関数であるという事実から従う。
ポアンカレの補題から可縮な多様体 M についてそのド・ラームコホモロジーは k > 0 に対し
{\displaystyle H_{\mathrm {dR} }^{k}(M)=0}
をみたす。
ド・ラームコホモロジーを計算する上で有用な事実はマイヤー・ヴィートリス完全系列の存在およびホモトピー不変性である。ド・ラームコホモロジーを計算した結果を以下に挙げる。
n 次元球面 (n-sphere)
n 次元球面 Sn と開区間との積を考える。n > 0, m ≥ 0 とし、I を実数の開区間とすると、
{\displaystyle H_{\mathrm {dR} }^{k}(S^{n}\times I^{m})\simeq {\begin{cases}\mathbf {R} &{\text{if }}k=0,n,\\0&{\text{if }}k\neq 0,n\end{cases}}}
が成立する。
n 次元トーラス (n-torus)
n > 0 に対し、Tn を n 次元トーラスとすると、
{\displaystyle H_{\mathrm {dR} }^{k}(T^{n})\simeq \mathbf {R} ^{n \choose k}}
となる。
穴のあいたユークリッド空間
穴のあいたユークリッド空間とは、単に原点を取り除いたユークリッド空間のことを言う。n > 0 に対し、次が成り立つ。
| {\displaystyle H_{\mathrm {dR} }^{k}(\mathbf {R} ^{n}-\{0\})} | {\displaystyle \simeq H_{\mathrm {dR} }^{k}(S^{n-1})} | {\displaystyle \simeq {\begin{cases}\mathbf {R} &{\text{if }}k=0,n-1,\\0&{\text{if }}k\neq 0,n-1.\end{cases}}} |
メビウスの帯
メビウスの帯 M は円周 S1 とホモトピー同値なので、ホモトピー不変性から、
{\displaystyle H_{\mathrm {dR} }^{k}(M)\simeq {\begin{cases}\mathbf {R} &{\text{if }}k=0,1,\\0&{\text{if }}k\neq 0,1.\end{cases}}}

## ド・ラームの定理
M を微分可能多様体とする。特異チェイン σ: Δp → M と p 次微分形式 ω にたいし、積分 ∫σ ω を考える。ストークスの定理から閉形式 ω にたいし
{\displaystyle \int _{\sigma +\partial \tau }\omega =\int _{\sigma }\omega +\int _{\tau }d\omega =\int _{\sigma }\omega }
となり、特異サイクル σ にたいし
{\displaystyle \int _{\sigma }\omega +d\eta =\int _{\sigma }\omega +\int _{\partial \sigma }\eta =\int _{\sigma }\omega }
となる。このことからド・ラームコホモロジーと特異ホモロジーの間にペアリングを定める事ができ、特異ホモロジーの双対である特異コホモロジーへの線形写像
{\displaystyle I\colon H_{\mathrm {dR} }^{p}(M)\to H^{p}(M;\mathbb {R} )}
が定義される。具体的にかくと、ド・ラームコホモロジー類 [ω] から定まる Hp(M) 上の線形形式 I(ω) が、サイクル類 [c] を {\displaystyle \int _{c}\omega } にうつすものとしてあたえられる。ド・ラームの定理は、この写像 I が同型であるという定理である。
さらに微分形式のウェッジ積と特異コホモロジーのカップ積が整合的であり、この積から定まる2つのコホモロジー環は（次数付き環として）同型となることも言っている。

## チェフコホモロジーとの比較
ド・ラームコホモロジーは、ファイバー R を持つ定数層のチェフコホモロジーと同型である。
{\displaystyle H_{\mathrm {dR} }^{k}(M)\cong {\check {H}}^{k}(M,\mathbf {R} ).}

### 証明
Ωk で M 上の k 形式の芽の層を表すとする（Ω0 を M の上の Cm + 1 級函数を表すとする）。ポアンカレの補題によって、次は層の完全系列となる。
{\displaystyle 0\to \mathbf {R} \to \Omega ^{0}\,{\xrightarrow {d}}\,\Omega ^{1}\,{\xrightarrow {d}}\,\Omega ^{2}\,{\xrightarrow {d}}\dots {\xrightarrow {d}}\,\Omega ^{m}\to 0.}
上記の系列は短完全列へと分解する。
{\displaystyle 0\to d\Omega ^{k-1}\,{\xrightarrow {\mathrm {incl} }}\,\Omega ^{k}\,{\xrightarrow {d}}\,d\Omega ^{k}\to 0.}
これらの各々の短完全系列は、コホモロジーの長完全系列を引き起こす。
多様体上の Cm + 1 級函数の層は1の分割を持っているので、i > 0 にたいし層係数コホモロジー Hi(M, Ωk) は 0 であり、コホモロジーの長完全系列から Hk(M, dΩm−k) = Hk−1(M, dΩm−k+1) となる。これを繰り返す事で主張の同型がえられる。

## 関連するアイデア
M がコンパクトで向き付けられた多様体でリーマン計量をもつとする。このとき M のド・ラームコホモロジーはホッジ理論によりホッジ分解をもつ。また M が複素多様体であれば、ド・ラームコホモロジーの類似としてドルボーコホモロジーが定義される。他にもアティヤ・シンガーの指数定理など、多くの数学的なアイデアを呼び起こした。